# Laossina
Laossina – wieś w Estonii, w prowincji Põlva, w gminie Mikitamäe.